# Pansarbil m/39
Pansarbil m/39 (Pbil m/39) även känd utomlands som Lynx armored car var en svensk fyrhjulsdriven pansarbil som AB Landsverk började utveckla 1937 för danska armén.

## Historik
Pbil m/39 eller m/40 hade en låg kaross med sluttande, om än tunt pansar. Motorn var en 135 hk Scania-Vabis bensinmotor som satt i mitten till vänster i fordonet. Besättningen bestod av sex man, en förare och en skytt längst fram i chassit, två liknande positioner längst bak, och två mans besättning i tornet med en 20 mm automatkanon och en lätt kulspruta.
Tre fordon levererades till Danmark i april 1938, och en andra delserie om femton fordon var klara för leverans då andra världskriget bröt ut i september 1939. De ännu ej levererade fordonen beslagtogs av Sverige, där de användes i armén med beteckningen Pansarbil m/39. Armén beställde ytterligare trettio, men eftersom Landsverk inte hade kapacitet nog, gick beställningen till Volvo. De fordon som tillverkades där försågs en Volvo-motor, och fick därför beteckningen Pansarbil m/40.
Alla fordon i svensk tjänst hade en Bofors 20 mm akan m/40, till skillnad från de danska versionerna som hade en Madsen-automatkanon. 1956 såldes tretton pansarbil m/39 till Dominikanska republiken, där typen var i tjänst till 1990-talet.

### Översättningar
Den här artikeln är helt eller delvis baserad på material från engelskspråkiga Wikipedia, tidigare version.
1. ↑  http://www2.landskrona.se/kultur/landsverk/militart/pansarbilar/lynx.html
2. ↑  S., Ness, Leland (2002). Jane's World War II tanks and fighting vehicles : the complete guide. HarperCollins. ISBN 0007112289. OCLC 51567938. https://www.worldcat.org/oclc/51567938